# Rhynchosia orthobotrya
Rhynchosia orthobotrya är en ärtväxtart som beskrevs av Hermann August Theodor Harms. Rhynchosia orthobotrya ingår i släktet Rhynchosia och familjen ärtväxter. Inga underarter finns listade i Catalogue of Life.